# Transporteur aérien Maxéville-Dombasle

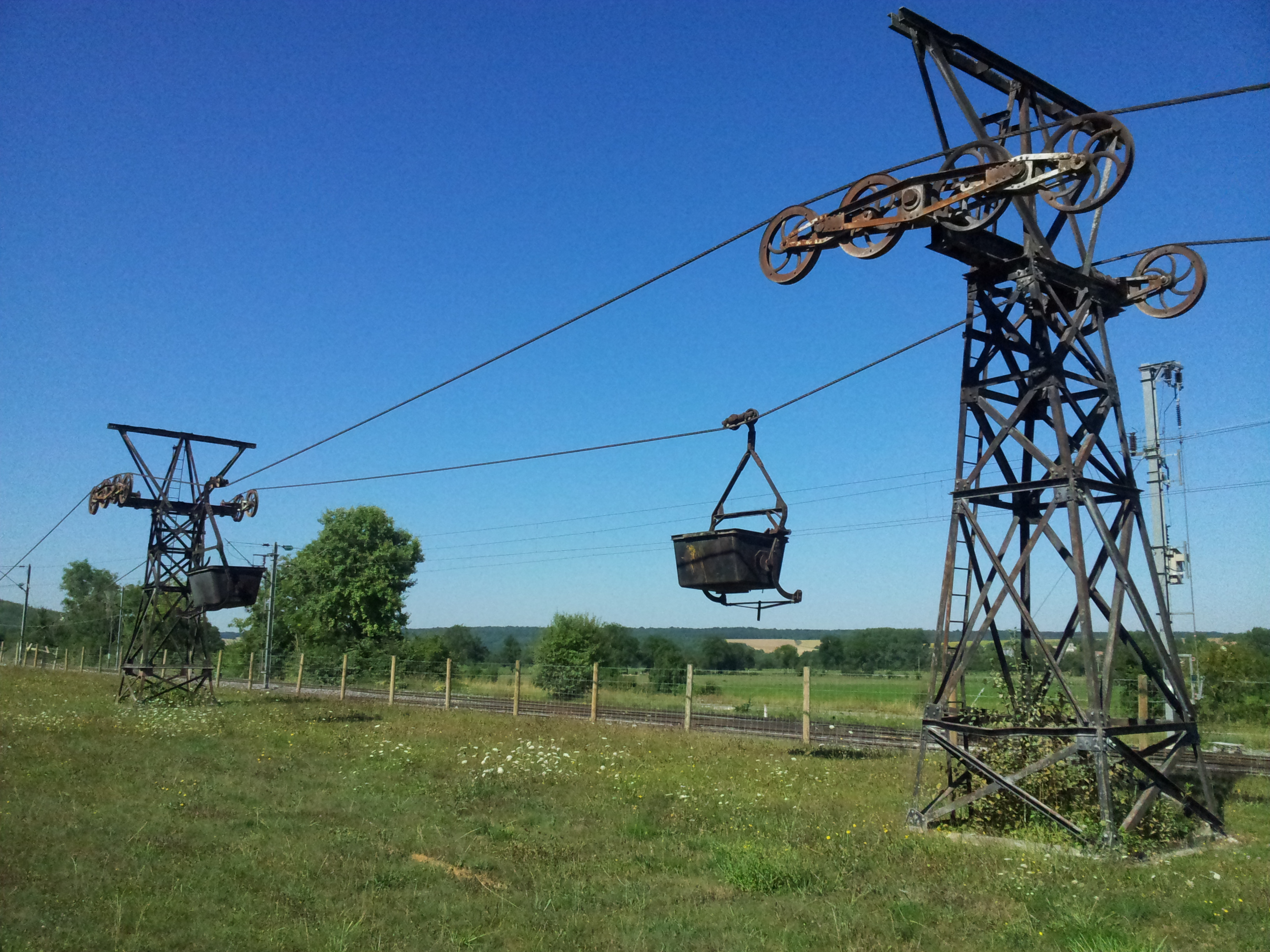
Vue d'ensemble de deux pylônes et deux bennes du TP Max exposés à l'entrée de la carrière Solvay de Saint-Germain-sur-Meuse.

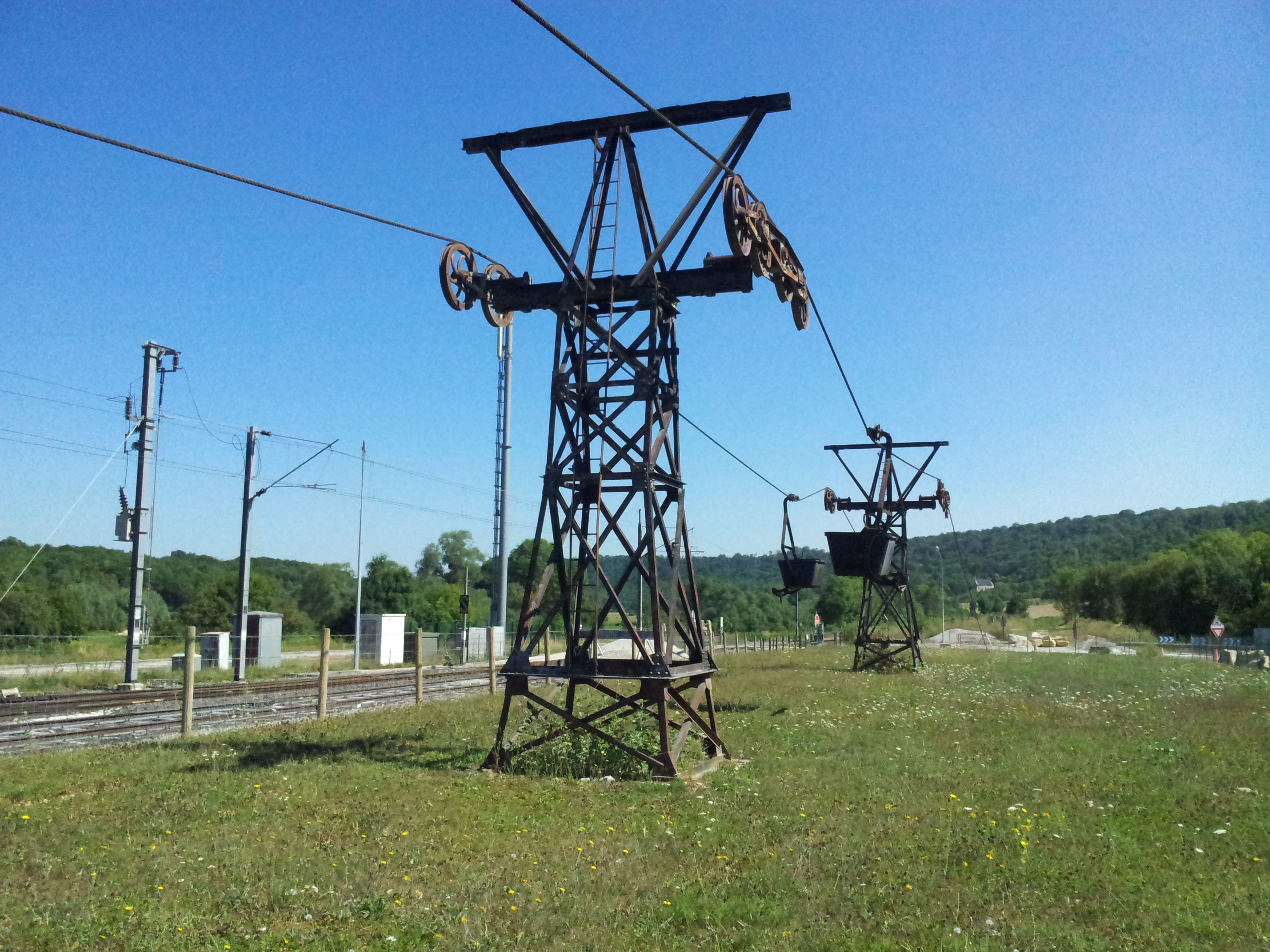
Vue d'ensemble sous un autre angle.

Le transporteur aérien Maxéville-Dombasle, surnommé TP Max, était une ligne de transport par câble aérien industrielle et privée, d'une longueur de 18 kilomètres, qui a fonctionné de 1927 à 1984 dans la région de Nancy en Lorraine.
Elle assurait le transport du bâlin (calcaire oolithique du Bajocien supérieur) issu des carrières de Maxéville jusqu'à l'usine Solvay, située à Dombasle-sur-Meurthe, pour produire du carbonate et du bicarbonate de sodium selon le procédé Solvay.
Le TP Max détient le record du plus long téléphérique de type monocâble en Europe, et le record de durée de fonctionnement d'une telle installation (près de 60 ans)[réf. souhaitée].

## Avant la construction
L'usine Solvay de Dombasle existe depuis 1873, et ses besoins en calcaire sont incessants et croissants. Depuis sa création, elle fait venir cette matière première successivement de Liverdun, Villey-Saint-Étienne, Void, Pierre-la-Treiche puis Aingeray au fur et à mesure de l'épuisement des carrières. La pierre à chaux est principalement acheminée par les voies navigables et par le rail. En 1914, en prévision de l'épuisement de la carrière d'Aingeray, la société Solvay se rend propriétaire d'une première carrière (dite carrière nord) située sur les hauteurs de Maxéville et dont l'exploitation était assurée par la Société des Carrières de Maxéville ; dans les années qui suivent, elle achète plusieurs autres terrains situés dans le même secteur, sur le territoire des communes de Nancy (Haut-du-Lièvre), Champigneulles et surtout Maxéville (pour 80 % des 400 hectares qu'elle possède alors). Elle escompte ainsi avoir une centaine d'années de réserve de calcaire devant elle.
La Société des Carrières de Maxéville utilisait déjà un transporteur aérien, un modèle bicâble nommé Céréti, mais sur une courte distance (environ 1,5 kilomètre) depuis la carrière nord, située au bord du plateau de Haye, jusqu'à la voie ferrée et au canal de la Marne au Rhin dans la vallée de la Meurthe. Dans un premier temps, Solvay utilise ce modèle, mais face à l'augmentation de la production qu'elle envisage (elle fait mécaniser la préparation du calcaire sur le site d'extraction) et pour s'assurer la maîtrise complète de l'approvisionnement, elle choisit d'acheminer entièrement la matière première par transporteur aérien depuis la carrière de Maxéville jusqu'à l'usine de Dombasle, distantes de quinze kilomètres à vol d'oiseau. 
Pour ce faire, et afin de contourner la ville de Nancy et l'aérodrome d'Essey-lès-Nancy, la ligne se dirige d'abord globalement vers l'est, franchissant le plateau de Malzéville et la butte Sainte-Geneviève (butte-témoin à l'extrémité sud-est du plateau de Malzéville) puis s'incurve en direction du sud après Essey vers Lenoncourt puis Dombasle. Outre les reliefs, la ligne franchit de nombreux obstacles : Meurthe, canal de la Marne au Rhin, deux voies ferrées, dix-sept routes, vingt-trois chemins et six agglomérations (Maxéville, Malzéville, Dommartemont, Essey-lès-Nancy, Pulnoy et Varangéville). Du fait du détour effectué, elle parcourt dix-huit kilomètres.

## Description de l'installation

### Caractéristiques

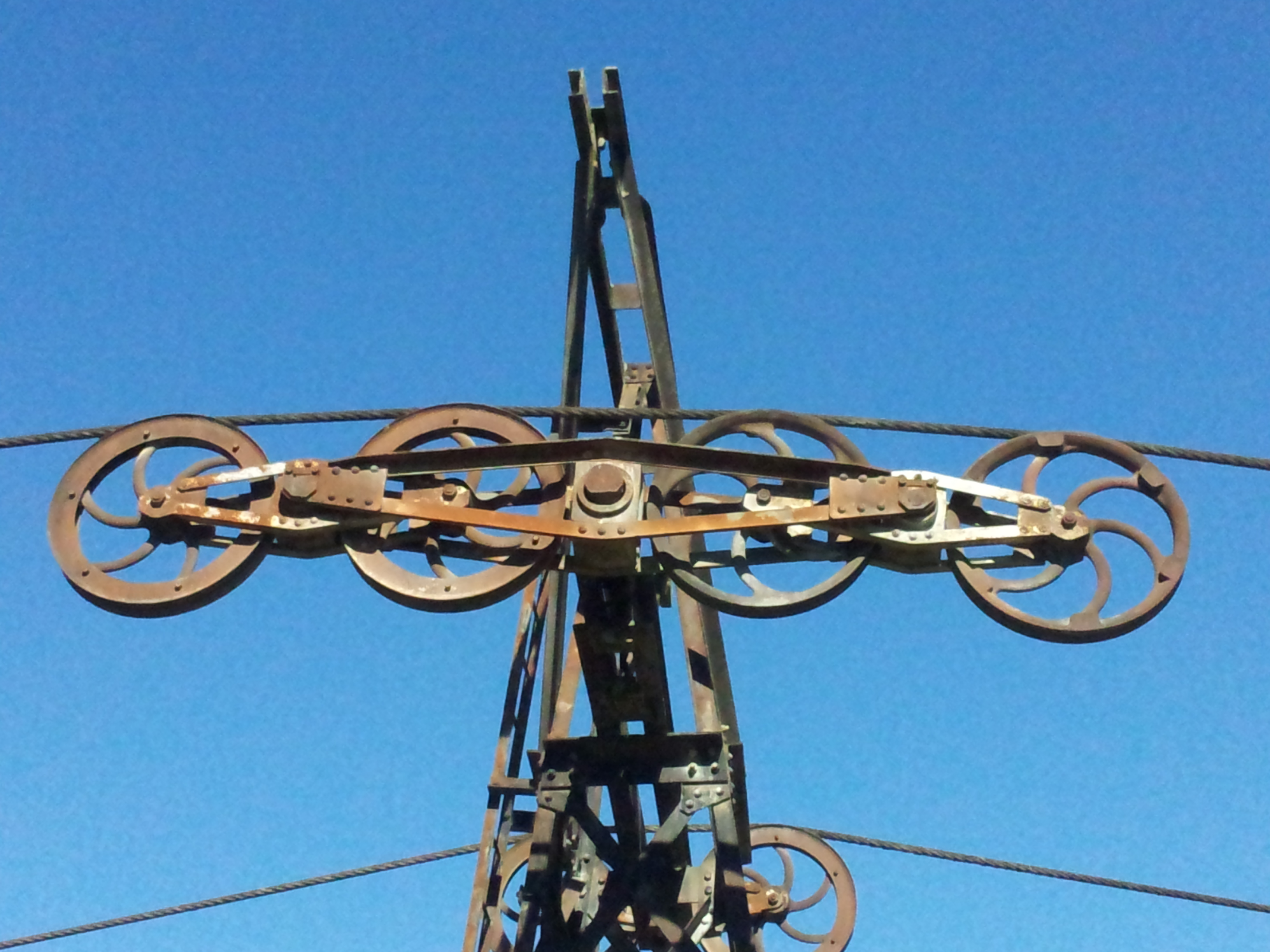
Quatre poulies vues de profil.

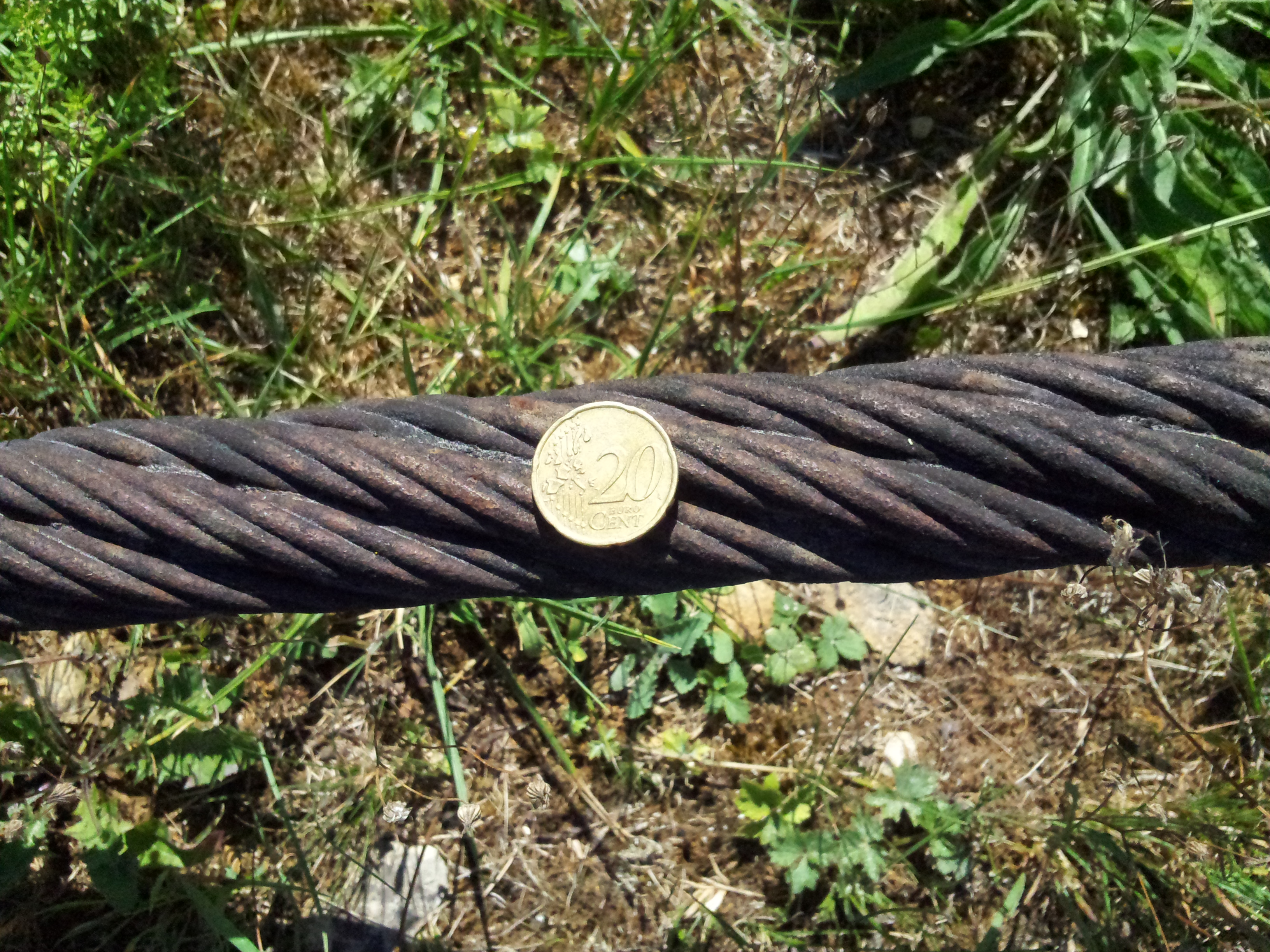
Le câble est constitué de 6 torons de fil d'acier et mesure 36 mm de diamètre.

Le TP Max est un transporteur aérien monocâble, c'est-à-dire qu'à la différence de la majorité des téléphériques, l'unique câble est à la fois porteur et tracteur. Ce choix a essentiellement été dicté par la plus grande disponibilité du système : à la différence d'un bicâble, un monocâble ne nécessite pas une immobilisation pendant plusieurs semaines pour effectuer le remplacement du câble usagé (dépose et pose du câble porteur sur chaque pylône). Avec un monocâble, il suffit en effet de raccorder le nouveau câble à l'ancien et de mettre en marche l'installation ; le câble neuf prend automatiquement la place du câble usagé et le remplacement complet des trente-six kilomètres de câble du TP Max peut être fait en deux jours. Les inconvénients du monocâble sont sa capacité de transport (limitée par le diamètre du câble, plus petit que celui d'un bicâble pour être souple) et la nécessité d'un nombre de pylônes plus grand (moins de portée entre deux supports). Le TP Max possède ainsi deux cents pylônes, équipés chacun de quatre poulies du côté des bennes chargées et de deux poulies côté bennes vides. Sur une vingtaine d'entre eux, appelés octos, le nombre de poulies est doublé de chaque côté.   
Les pylônes, espacés d'environ cent mètres, ont une hauteur variable de dix à trente mètres (ceux de fond de vallée sont en général plus élevés). La ligne est pourvue de 850 wagonnets de 900 kilogrammes chacun à pleine charge, espacés de quarante-cinq mètres qui permettent de transporter quotidiennement quatre mille tonnes de calcaire à la vitesse de neuf kilomètres par heure. Une ligne téléphonique spécifique longe le transporteur sur tout son parcours et relie les différentes stations qui le jalonnent afin d'assurer la simultanéité des opérations lors des mises en route et des arrêts. Vingt-cinq ouvrages métalliques sont construits pour protéger les voies publiques d'éventuelles chutes de bennes ou de pierres. Enfin, une ligne électrique, appelée « ligne chute de bennes », court tout le long du trajet, à l'aplomb du câble. La rupture de cette ligne provoque automatiquement l'arrêt des moteurs et stoppe donc les wagonnets sur tout le parcours.
C'est la société anglaise British-Ropeway, spécialiste du monocâble à l'époque, qui a fait l'étude et la fabrication de l'installation. Le montage, y compris les ouvrages de protection de l'espace public a été assuré par les établissements Delattre et Frouard.
La ligne du TP Max est partagée en trois sections de longueurs inégales :
- de la carrière à Dommartemont, une première section de 4 kilomètres de long (soit 8 kilomètres de câble) ;
- de Dommartemont à Lenoncourt, une deuxième section de 7,5 kilomètres de long (soit 15 kilomètres de câble) ;
- de Lenoncourt à Dombasle, une troisième section de 6,5 kilomètres de long (soit 13 kilomètres de câble).

Les trois boucles de câble ainsi constituées sont entraînées par trois moteurs de 125 chevaux (soit 90 kW chacun). Le câble est fabriqué par une câblerie de Bourg-en-Bresse par tronçons de quatre mille mètres. Il est constitué de six torons de fil d'acier et mesure trente-six millimètres de diamètre. Il faut noter que, comme dans les câbles de remontées mécaniques des stations de ski ou les câbles porteurs des téléphériques, les câbles sont commis dans le même sens que les torons qui les composent ; ce commettage (à droite selon la photo de l'article) permet d'obtenir un câble moins sensible à l'allongement sous charge, mais le résultat est un câble plus raide qui nécessite un plus grand diamètre de tambour aux extrémités. À l'inverse, les câbles utilisés pour l'amarrage des navires sont commis en sens inverse des torons, ce qui autorise des diamètres de tambour plus petits, et augmente l'élasticité. Les trois sections de câble mesurant toutes plus de quatre kilomètres, c'est du personnel spécialisé de l'entreprise qui procède à l'assemblage par épissures sur une longueur de cinquante-quatre mètres.
La ligne complète comporte en tout six stations qui ont des attributions différentes.

### Parcours et fonctionnement

Tracé de la ligne de Maxéville à Dombasle

#### Station de départ (carrière de Maxéville)
Le chargement des bennes s'effectue sur le site de la carrière nord de Maxéville, dans une station souterraine ouverte du côté du front de côte (est-sud-est). Le calcaire préalablement concassé, trié et stocké dans une trémie tombe dans la benne sous l'effet de la gravité. Le remplissage de chaque wagonnet est commandé par une pédale actionnant des vérins pneumatiques qui ouvrent une trappe située à la base de la trémie. Deux personnes sont nécessaires au chargement et au départ des wagonnets. L'une manœuvre les vérins pour assurer le remplissage du wagonnet (ni trop, ni trop peu), l'autre surveille le départ de chaque benne sur le câble. Elles échangent leur travail toutes les deux heures. Les bennes chargées sortent de la station au même rythme que les bennes vides y entrent, soit une toutes les quarante-cinq secondes. La tension du câble est ajustée en permanence par un système de contrepoids. Cette station comporte en outre un dispositif permettant le remplacement complet de la première section du câble, système constitué de deux treuils dont l'un permet l'enroulement du câble usagé sur un tambour monumental tandis que l'autre déroule le nouveau câble en sens inverse depuis un second tambour.
Depuis cette station de départ, le TP Max plonge vers la vallée de la Meurthe en suivant exactement le même parcours que son prédécesseur, le Céréti, jusqu'aux environs du canal.

#### Station d'angle de Maxéville (station canal)
Cette station proche du canal de la Marne au Rhin à Maxéville permet un premier changement de direction du câble d'environ dix degrés vers le nord. Dans le bâtiment, les bennes quittent le câble pour un rail courbe qu'elles parcourent grâce à leur élan et le reprennent après une dizaine de mètres alors qu'il a été dévié par un système de poulies. Un seul homme surveille le bon déroulement de l'opération et freine ou pousse les bennes sur le rail lors des arrêts ou des démarrages de l'installation. Toutefois cette tâche est automatisée à partir de 1975.
Le câble se dirige ensuite tout droit vers la station de Dommartemont.

#### Station motrice de Dommartemont
La station de Dommartemont est la station de jonction entre les première et seconde sections du câble. Située sur les hauteurs entre le plateau de Malzéville et la butte Sainte-Geneviève, elle héberge les moteurs des première et  deuxième sections de la ligne. Elle permet aussi un nouveau changement de direction, légèrement vers le sud, par l'intermédiaire d'un rail guidant les wagonnets du câble de la première section vers celui de la seconde. Cette station fait office de poste de commandement : c'est son responsable, nommé « premier de station », qui orchestre l'ensemble du réseau et lance au téléphone les avertissements de redémarrage des moteurs après s'être assuré que les autres stations sont prêtes. Un second intervenant est aux commandes des machines et tourne les deux volants rhéostatiques qui commandent les moteurs.
Les bennes se dirigent ensuite vers l'est d'Essey-lès-Nancy sur la deuxième section du câble.

#### Seconde station d'angle
À Essey, dans le secteur du Tronc-qui-Fume, au niveau de la traversée de la RN 74 (actuelle D 674), les wagonnets passent dans une seconde station d'angle qui les réoriente vers le sud, via un rail, en direction de Lenoncourt.

#### Station de jonction de Lenoncourt
La station de Lenoncourt n'est pas une station motrice mais elle assure le passage des bennes de la deuxième section du câble (Dommartemont-Lenoncourt) vers la troisième section (Lenoncourt-Dombasle). Elle dispose en outre de deux systèmes de remplacement des câbles comme celui de Maxéville, l'un pour le câble de la seconde section  et l'autre pour celui de la troisième. C'est dans cette station que sont réalisées les épissures et que les bennes sont entretenues ou stockées lors d'un changement de câble. Elle dispose en effet d'« aiguillages » permettant de sortir une benne du circuit et d'en faire entrer une autre sans arrêter le TP Max et d'un « garage » constitué d'un rail suspendu à deux mètres de haut où les wagonnets sont rangés lors des changements du câble.
La ligne se dirige ensuite vers Dombasle après avoir franchi la vallée de la Roanne au sortir de Lenoncourt.

#### Station d'arrivée à Dombasle

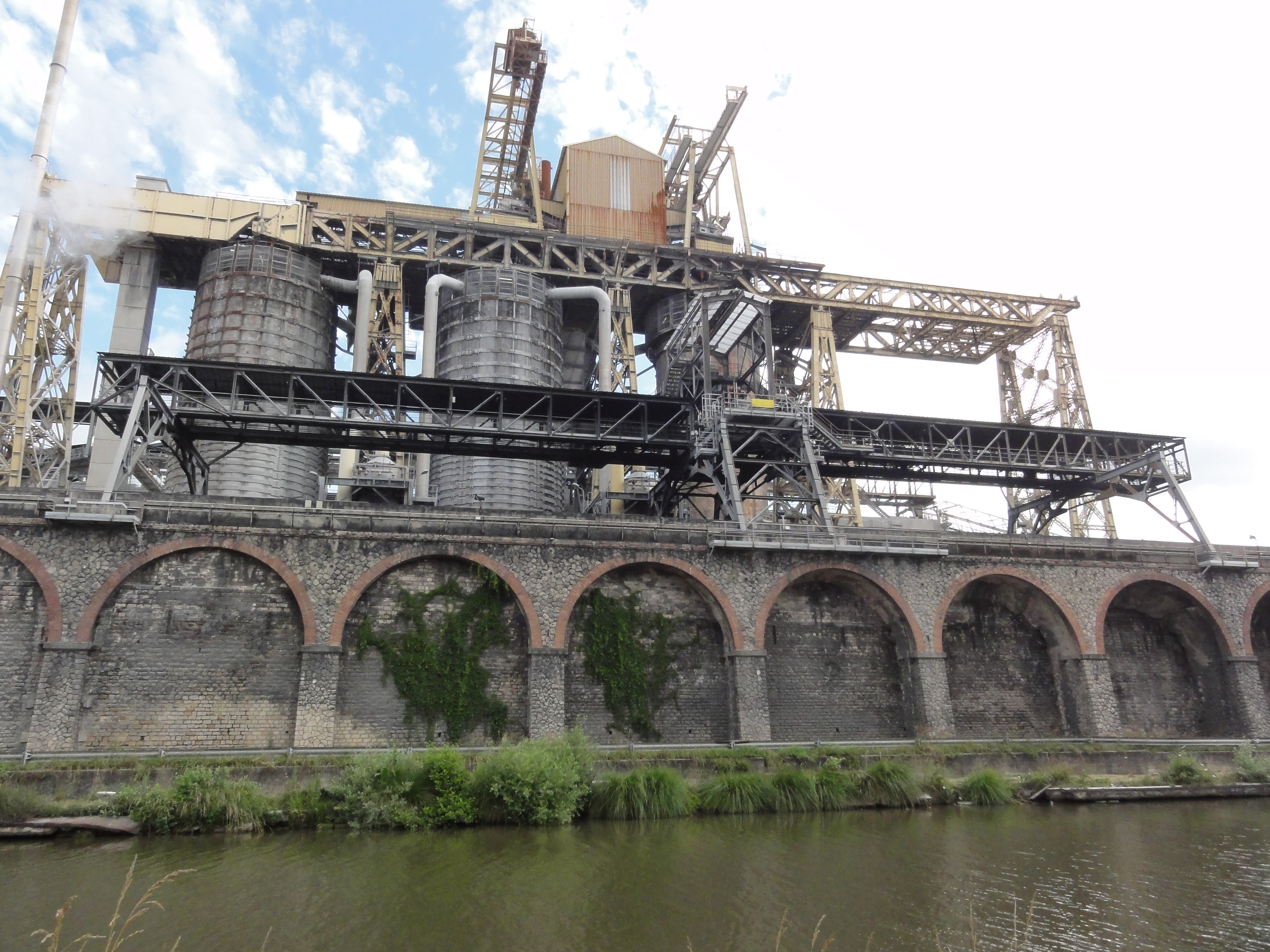
Fours à chaux de l'usine de Dombasle, alimentés par le calcaire transporté par le TP Max.

La station de Dombasle assure deux missions : mettre en mouvement le câble de la troisième section et décharger les bennes de leur calcaire. 
L'arrivée à l'usine de Dombasle, à l'inverse de la station de départ, est située en hauteur. Un simple retournement automatique du wagonnet suffit à le vider. Cette opération nécessite tout de même l'intervention d'un opérateur, le « basculeur de bennes », pour maintenir le wagonnet suffisamment longtemps en position de vidange au-dessus de la trappe et pour verrouiller ensuite la suspension dans le bon sens. Deux hommes se relaient à ce poste. La vidange des bennes est rendue difficile par les conditions hivernales car la poussière de calcaire, collée par le gel ou la neige, déséquilibre la benne, voire reste collée au fond du caisson. Il peut être alors nécessaire de renforcer le poste en personnel pour maintenir les bennes et en frapper le fond à la masse.

## Entretien
Pour assurer un bon fonctionnement à l'installation, il est nécessaire de procéder à l'entretien de la ligne et à la surveillance de son état, en particulier des pièces en mouvement, c'est-à-dire surtout le câble, les poulies des pylônes et les galets qui permettent aux bennes de rouler sur le rail les cinq fois où elles quittent le câble.

### Câble
Le point faible du câble sont les zones d'épissure, légèrement plus épaisses que le reste et donc plus soumises à usure. Tous les deux jours, un examen visuel des trente-six kilomètres de câble est effectué (un membre du personnel le regarde défiler). La durée de vie des épissures est d'environ trois mois, par conséquent l'une des trois sections du câble est changée chaque mois. Le changement d'une section de câble nécessite d'abord de vider toutes les bennes du TP Max de leur contenu puis de les entreposer sur le rail de garage de Lenoncourt. Le nouveau câble, enroulé sur son tambour, est alors raccordé à l'ancien et les deux treuils sont mis en route, en sens inverse, ce qui permet de dérouler le câble neuf et d'enrouler l'ancien sur l'autre tambour. Une épissure ferme la boucle du nouveau câble. La totalité de l'opération prend moins de vingt-quatre heures. Les épissures du câble usagé sont entièrement démontées puis refaites afin que le câble réparé puisse être remis en ligne la fois suivante.

### Poulies
Le TP Max compte 1 350 poulies d'une durée de vie de sept à huit ans. Il faut surveiller constamment le bon fonctionnement de ces poulies qui permettent au câble de se mouvoir. Pour ce faire, chaque matin, cinq « visiteurs de ligne » parcourent à pied le trajet suivi par le câble et sont chargés de détecter les bruits ou vibrations anormales. Ils doivent aussi monter à certains pylônes selon un programme préétabli afin de vérifier le degré d'usure des gorges de poulies. En fonction du résultat de leurs observations, qu'ils transmettent à leur responsable par téléphone en fin de matinée, le changement d'une poulie peut être décidé et effectué l'après-midi même par une équipe de deux autres visiteurs. Les poulies neuves ainsi que le matériel nécessaire au changement (palan, outils, harnais de sécurité) sont acheminés dans une benne vide depuis la station de Lenoncourt. Les deux hommes attendent son arrivée en haut du pylône puis, par téléphone à la station motrice, la font placer sous la poulie à changer. Une fois la bonne position trouvée et l'arrêt complet confirmé, l'un d'eux descend dans la benne (la manœuvre est acrobatique) tandis que l'autre, du sommet du pylône, fixe le palan qui va soulever le câble pour dégager la poulie et la remplacer. Cette opération prend moins d'une demi-heure.

### Bennes
Les bennes sont numérotées et font l'objet d'une surveillance constante à chaque station où elles passent. Tout problème (mauvais roulement sur un rail, encrassage, spécialement en hiver) est signalé à la station de Lenoncourt pour mise hors ligne et réparation.

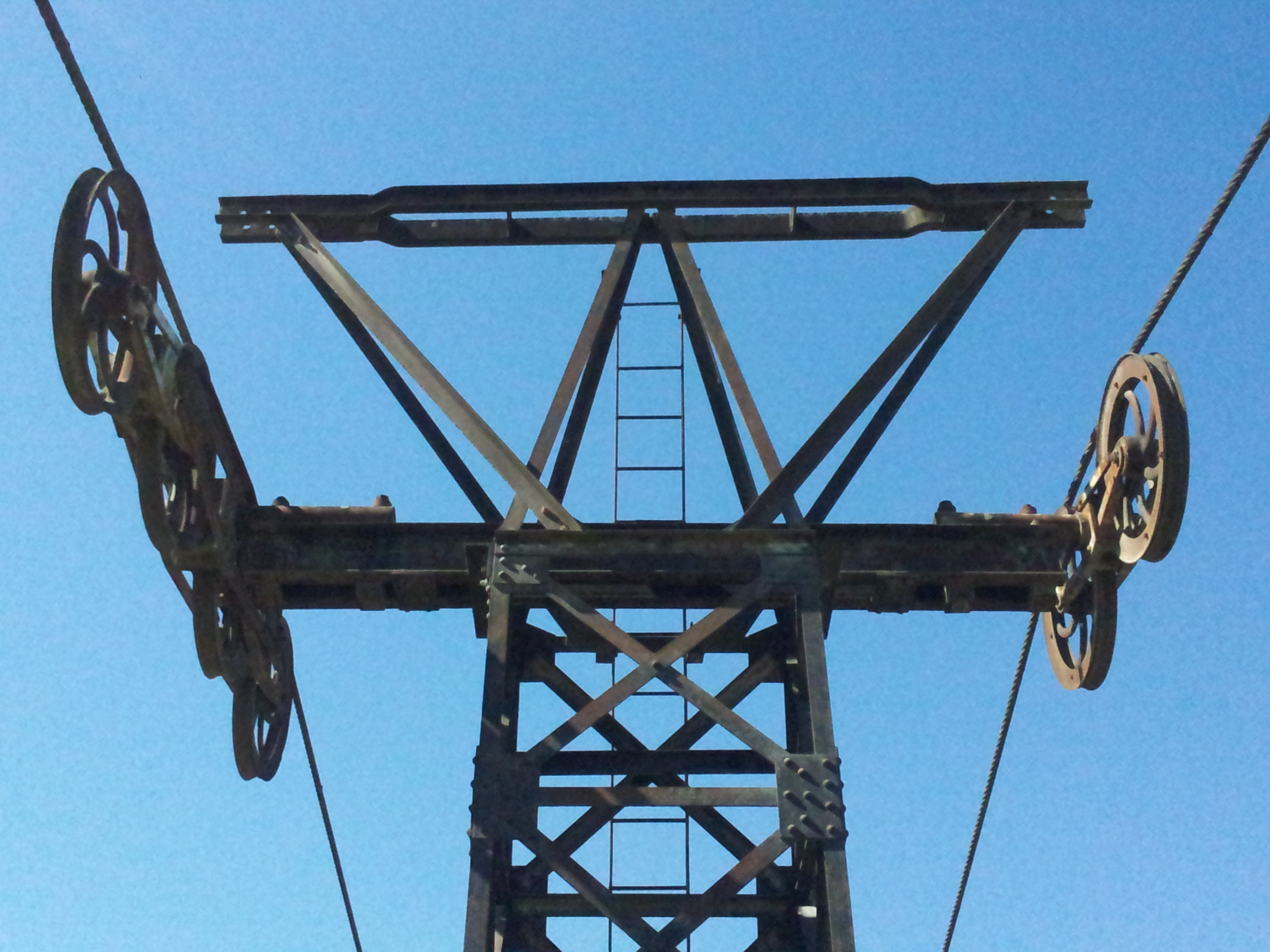
Détail du sommet d'un pylône.
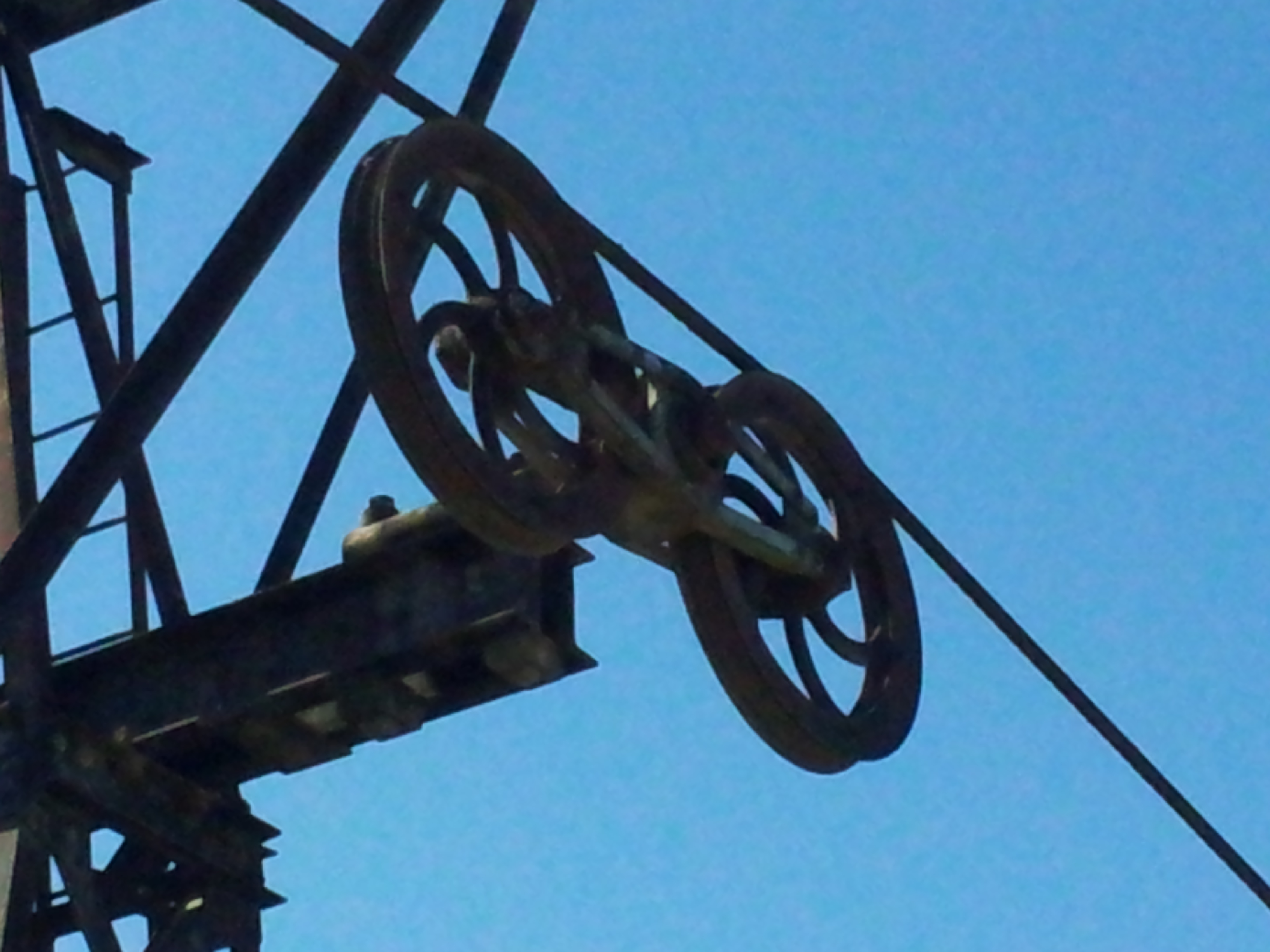
Poulies et câble.
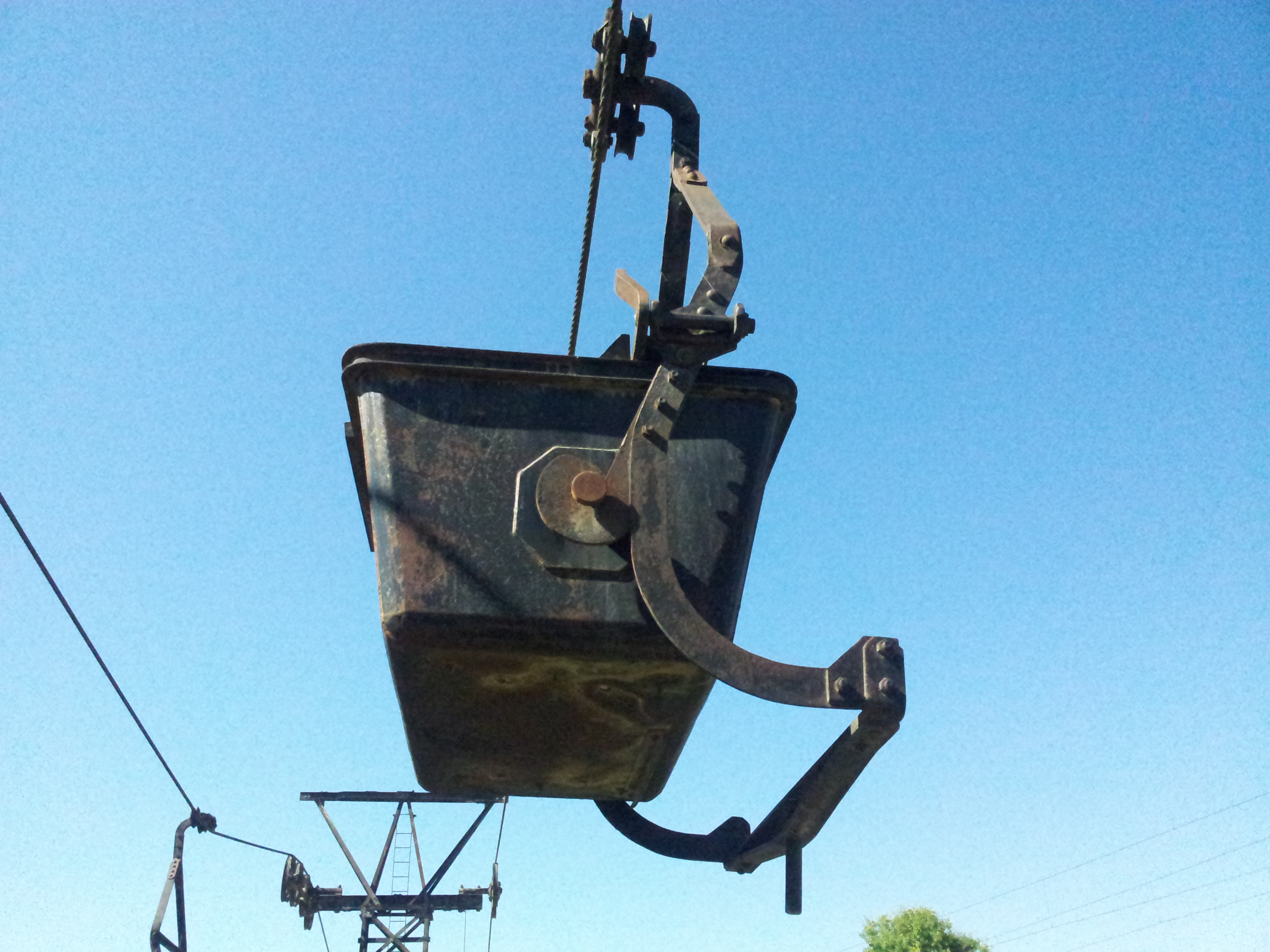
Une benne vue de profil, du côté du système de verrouillage-déverrouillage en position de marche.
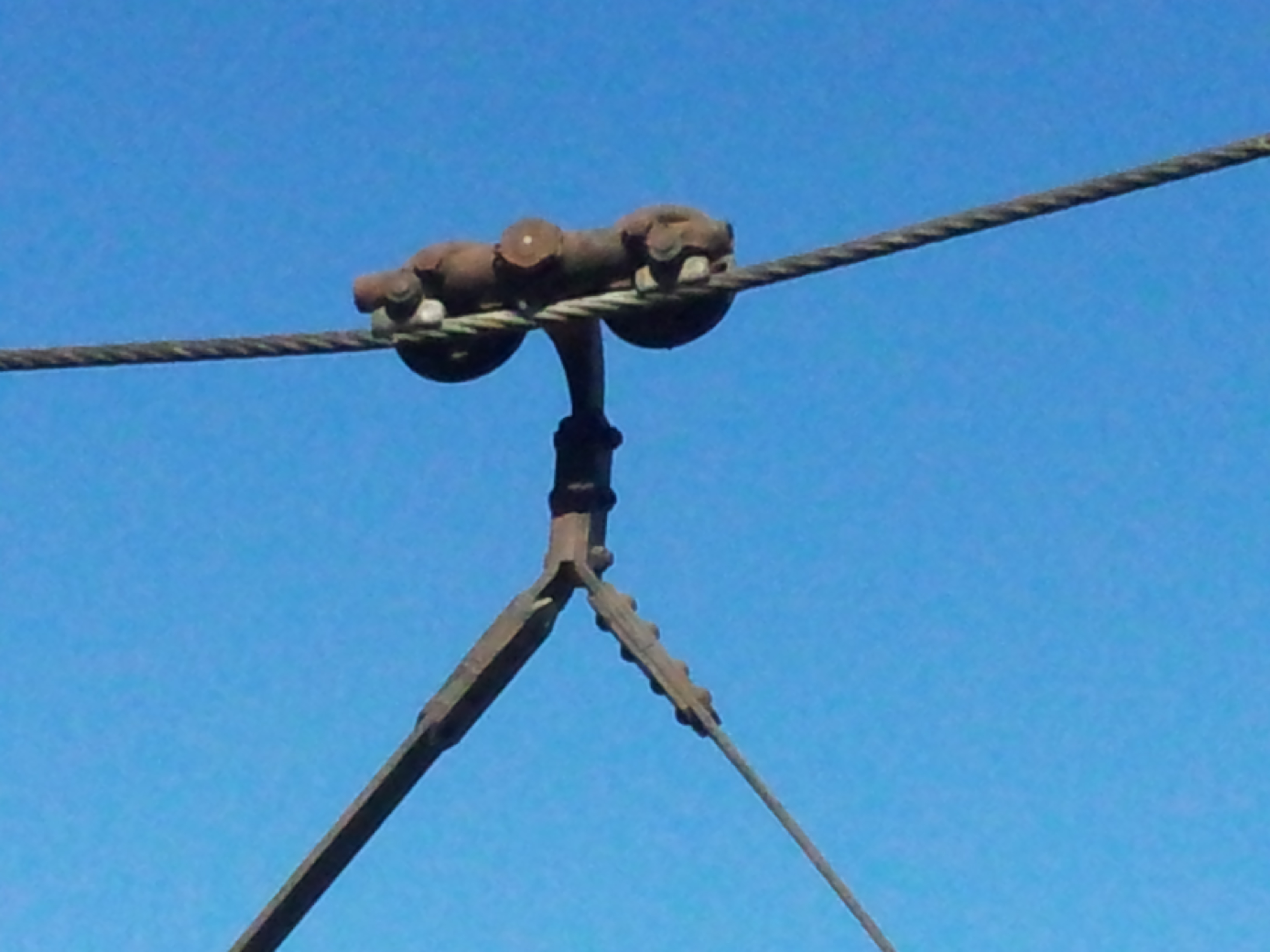
Détail du système de pose de la benne sur le câble.

## Histoire

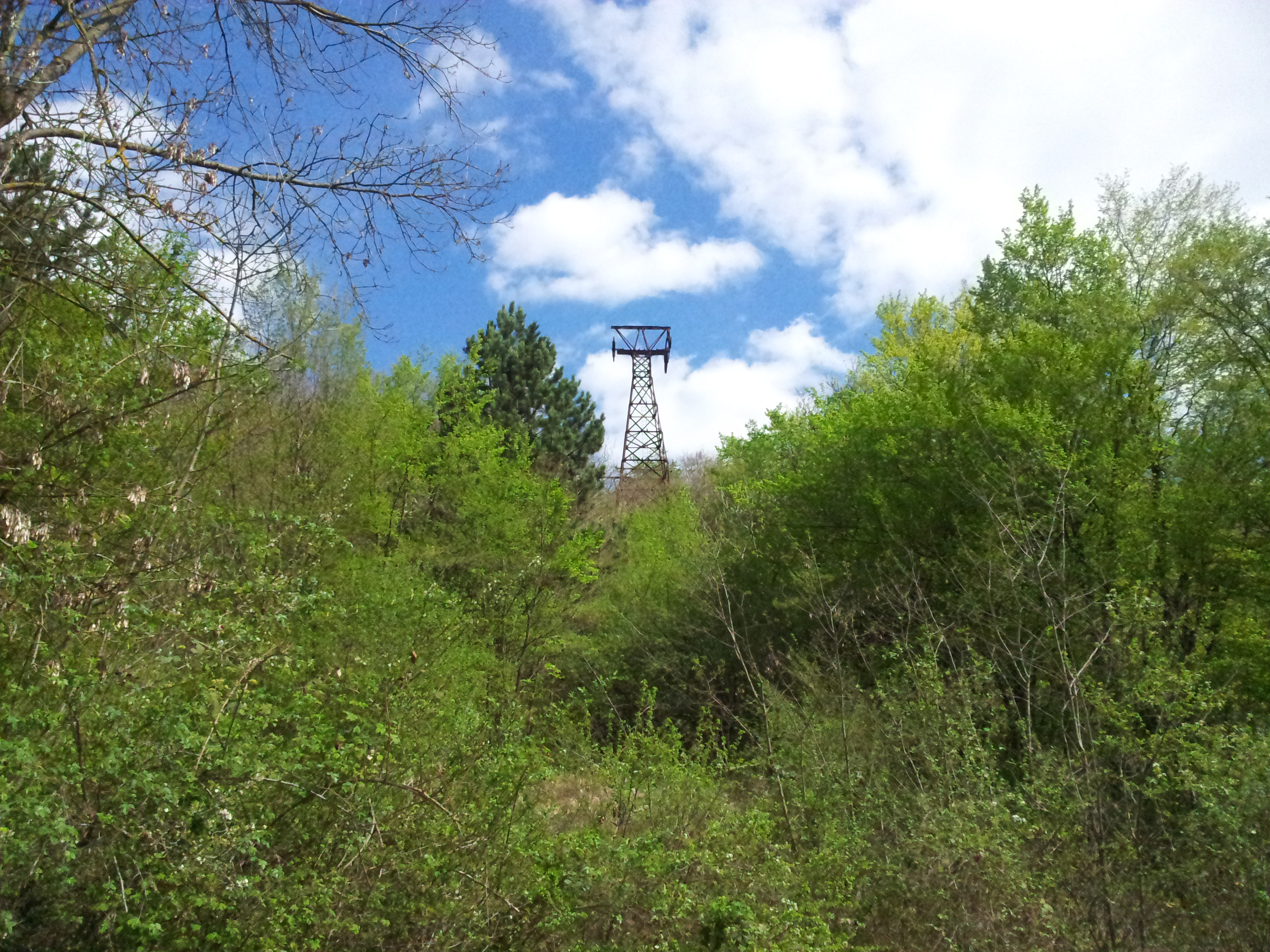
Pylône, vestige de la ligne, sur le flanc ouest du plateau de Malzéville

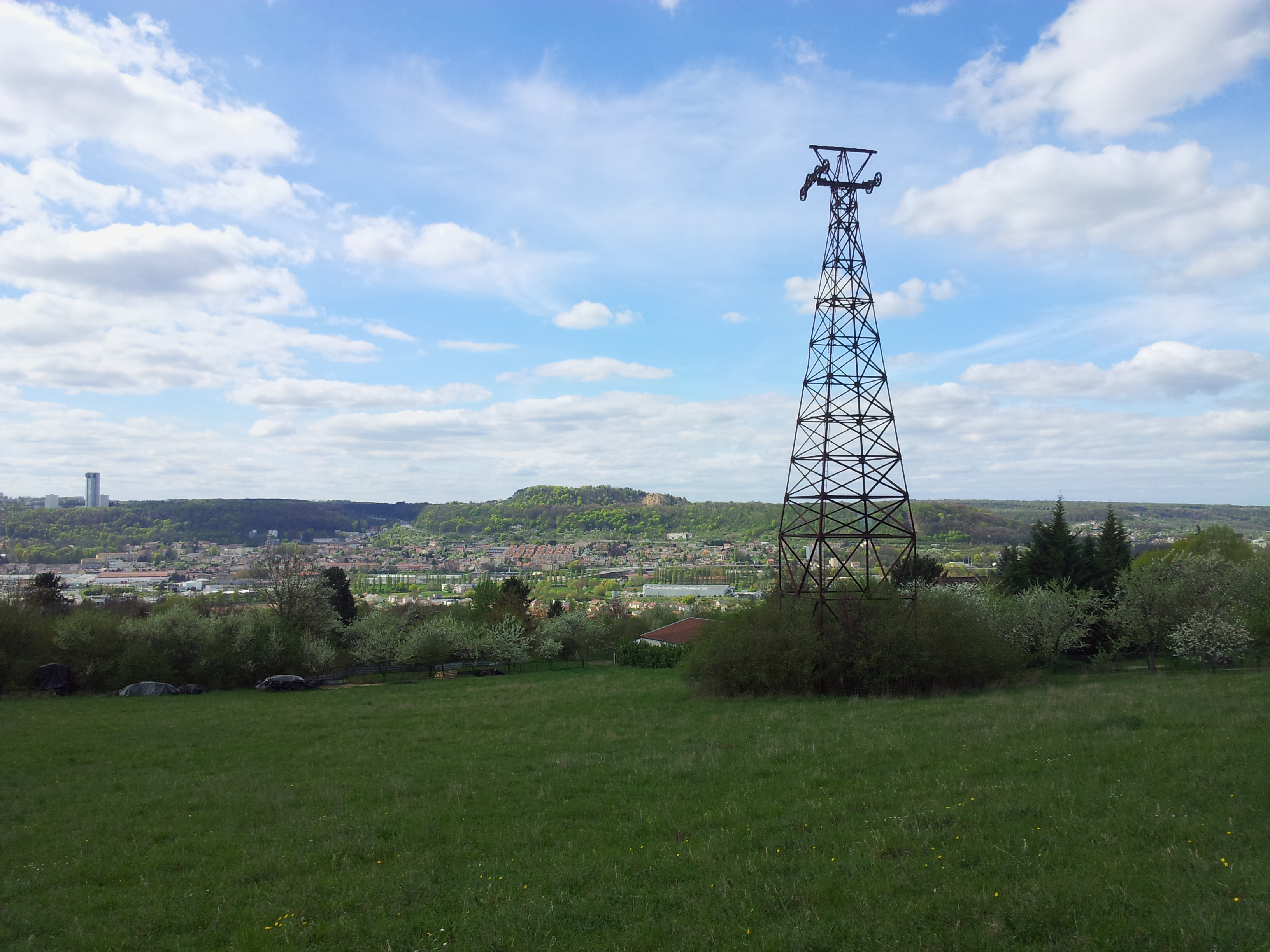
Autre pylône, vu du dessus et en direction de l'ouest. On aperçoit l'ancienne carrière en arrière-plan (au centre), ainsi que la Tour Panoramique de Maxéville (à gauche).

La mise en service commence en 1927. L'installation fonctionne jour et nuit, presque vingt-quatre heures sur vingt-quatre, week-end et jours fériés compris (sauf la nuit de Noël). Ce n'est qu'à partir de 1965 qu'elle s'arrête le dimanche. Si le TP Max traverse des agglomérations, le léger bruit produit par le roulement du câble sur les poulies, imperceptible de jour mais clairement audible la nuit, ne fait l'objet, pendant les quarante premières années de son activité, que de peu de critiques de la part des riverains. Cependant, à partir de 1970, les plaintes pour pollution sonore se multiplient du fait de l'urbanisation grandissante à proximité de la ligne (bien que les plus anciens voisins indiquent n'être réveillés la nuit que par l'arrêt du transporteur). Des essais de mise en place d'amortisseurs en caoutchouc ou de panneaux anti-bruit règlent ponctuellement quelques réclamations, mais c'est l'annonce, en 1978, de l'arrêt prochain du fonctionnement qui les fait majoritairement cesser. Outre ses riverains directs, la visibilité du TP Max est importante puisqu'il encercle l'agglomération de Nancy au nord et à l'est et qu'on le franchit même en contournant Nancy par l'autoroute A31 ou pour un trajet Paris-Strasbourg en train. Localement, il fait partie du paysage.
Bien conçu dès l'origine en fonction des conditions prévisibles de son utilisation, le TP Max n'a connu qu'une modernisation (en 1975) : l'automatisation de la station d'angle de Maxéville mise au point par un membre du personnel. Toutefois, certains pylônes de la vallée de la Roanne ont dû être rehaussés d'un mètre à la suite d'affaissements de terrain.
Son histoire est émaillée de petits incidents et d'accidents plus sérieux. Dans la catégorie des incidents mineurs, mais récurrents, on trouve les chutes d'une ou quelques bennes, qu'elles soient dues à un non-respect de l'espacement de quarante-cinq mètres entre elles ou à un mauvais arrimage de la benne sur le câble au sortir d'une station. Plus graves, deux ruptures de câble se sont produites en 1956 et en 1983, dans le même secteur d'Essey-lès-Nancy (endroit où le câble est très tendu). Dans les deux cas, la rupture s'est produite au niveau d'une épissure. Pour le second, deux cents bennes sont tombées à terre et ont été endommagées, et l'immobilisation du TP Max a duré trois semaines. Une autre immobilisation de longue durée avait déjà eu lieu en 1944 dans des circonstances non clairement élucidées (la rupture faisait suite au bombardement aérien du terrain d'aviation d'Essey pendant la Seconde Guerre mondiale). Enfin, dans la catégorie des accidents corporels, « le TP Max n'a jamais causé le moindre dommage à ses riverains ». Cependant, quelques visiteurs de ligne ont été blessés, voire définitivement handicapés, du fait de chutes, principalement parce qu'utilisant les bennes comme moyen de transport (ce qui n'a été formellement interdit qu'en 1955), ils n'étaient pas  parvenus à reprendre pied au sommet d'un pylône lors du passage de la benne devant celui-ci.

### Désaffectation et démontage
L'installation a définitivement cessé de fonctionner le 1er juin 1984, après 57 ans d'activité, du fait de l'arrêt d'exploitation des carrières de Maxéville.
En effet, si Solvay a commencé à acquérir des terres à Maxéville en 1914 en espérant y avoir un siècle de réserves de calcaire, la société n'y exploita successivement que deux carrières pendant une durée de 70 ans : 
- la carrière nord, jusque 1950, qui a dû être abandonnée en raison de la découverte de poches d'argile de plus en plus nombreuses et importantes au fur et à mesure de l'avancée du front vers l'ouest ;
- la carrière sud, de 1948 à 1984[35], qui s'est peu à peu trouvée encerclée par des zones urbaines avec :
  - au sud : le Haut-du-Lièvre (1958),
  - à l'ouest : les quartiers Gentilly et Champ-le-Bœuf (années 1960-1970),
  - à l'est : le quartier les Aulnes (années 1970) et la portion de l'autoroute A31 située entre la sortie Nancy-Centre et l'échangeur avec l'A33, ouverte dans les années 1970 entre les deux carrières.

Du fait de cet environnement urbain croissant, la société Solvay a renoncé à l'ouverture d'une troisième carrière dans le secteur et a préféré le site de Saint-Germain-sur-Meuse au sud-ouest du Val de l'Asne. Cette carrière est située à une cinquantaine de kilomètres à l'ouest de l'usine de Dombasle, soit trop loin pour reconduire le principe du transporteur aérien, auquel le rail a donc été préféré.
Au total, le TP Max a transporté cinquante millions de tonnes de calcaire de Maxéville à Dombasle (sans parler des hommes, des outils, des vêtements, du courrier ni même des produits du marché noir pendant l'occupation allemande). À quelques exceptions près, les pylônes et ouvrages de protection ont progressivement été démontés dans les années suivant sa désaffectation, et livrés, ainsi que les wagonnets, aux ferrailleurs.
Le Zénith de Nancy a été construit au début des années 1990 au pied du front de taille de la carrière nord. À la fin des années 2000, c'est au tour de l'ancienne carrière sud d'accueillir la construction du centre pénitentiaire de Nancy-Maxéville destiné à remplacer la maison d'arrêt Charles-III située au centre de Nancy. Tout le site de la carrière sud, à cheval sur le territoire des communes de Maxéville et de Nancy, est, au début des années 2010, urbanisé ou en cours de construction.

## Postérité
Le nom de certaines rues de Maxéville et Nancy (rue du Bâlin, rue du Merlon) évoquent le passé du lieu. Depuis début 2013, la ville de Nancy a doté le TP Max d'une rue à son nom en bordure de l'ancienne carrière sud.
Solvay a conservé deux pylônes et deux bennes du TP Max, et les expose à l'entrée de sa carrière de Saint-Germain-sur-Meuse, qui a remplacé celles de Maxéville pour alimenter son usine de Dombasle.